# 青塔社
青塔社（せいとうしゃ）は、日本画家・池田遙邨が主宰した日本画画塾である。昭和28(1953)年３月創立。

## 略歴
- 1956年（昭和31年）　第１回青塔社展開催（京都府ギャラリー）
- 1958年（昭和33年）　第３回青塔社展～第１４回青塔社展（京都市美術館）
- 1970年（昭和45年）　第１５回青塔社展～第３３回青塔社展(昭和63年）（京都文化芸術会館）
- 1988年（昭和63年）9月26日池田遙邨が急性心不全のため京都市にて死去、享年92。その後、長男で日本画家の池田道夫が画塾・青塔社を主幹する。
- 1989年（平成元年）　第３４回青塔社展～第４１回青塔社展（京都文化芸術会館）
- 1997年（平成９年）　第４２回青塔社展～第61回青塔社展（京都市美術館）